# Benjamin Franklin
Benjamin Franklin (Boston, 17 januari [O.S. 6 januari] 1705/6 – Philadelphia, 17 april 1790) was een van de Founding Fathers van de Verenigde Staten. Tevens was hij een Amerikaans politicus, wetenschapper en moralist. Hij is het schoolvoorbeeld van nijverheid en eerlijkheid.

## Uitgever en drukker
Benjamin Franklin werd geboren als vijftiende van de zeventien kinderen en jongste zoon van kaarsenmaker Josiah Franklin. Benjamin was aanvankelijk boekdrukker en leerde het vak bij zijn halfbroer, James Franklin, in Boston. Hij reisde naar Engeland om zich verder te bekwamen in het boekdrukkersvak en na terugkeer in Amerika opende hij in 1728 een boekdrukkerij in Philadelphia. Daar richtte hij een nieuwsblad op en werd hoofdredacteur. Al snel groeide de krant uit tot de belangrijkste krant in de kolonie. Hij publiceerde jarenlang een humoristische almanak onder de titel Poor Richard's Almanack en richtte een boekenuitleen op, een voorloper van de huidige openbare bibliotheek, een idee dat veel navolging zou krijgen.

## Wetenschapper

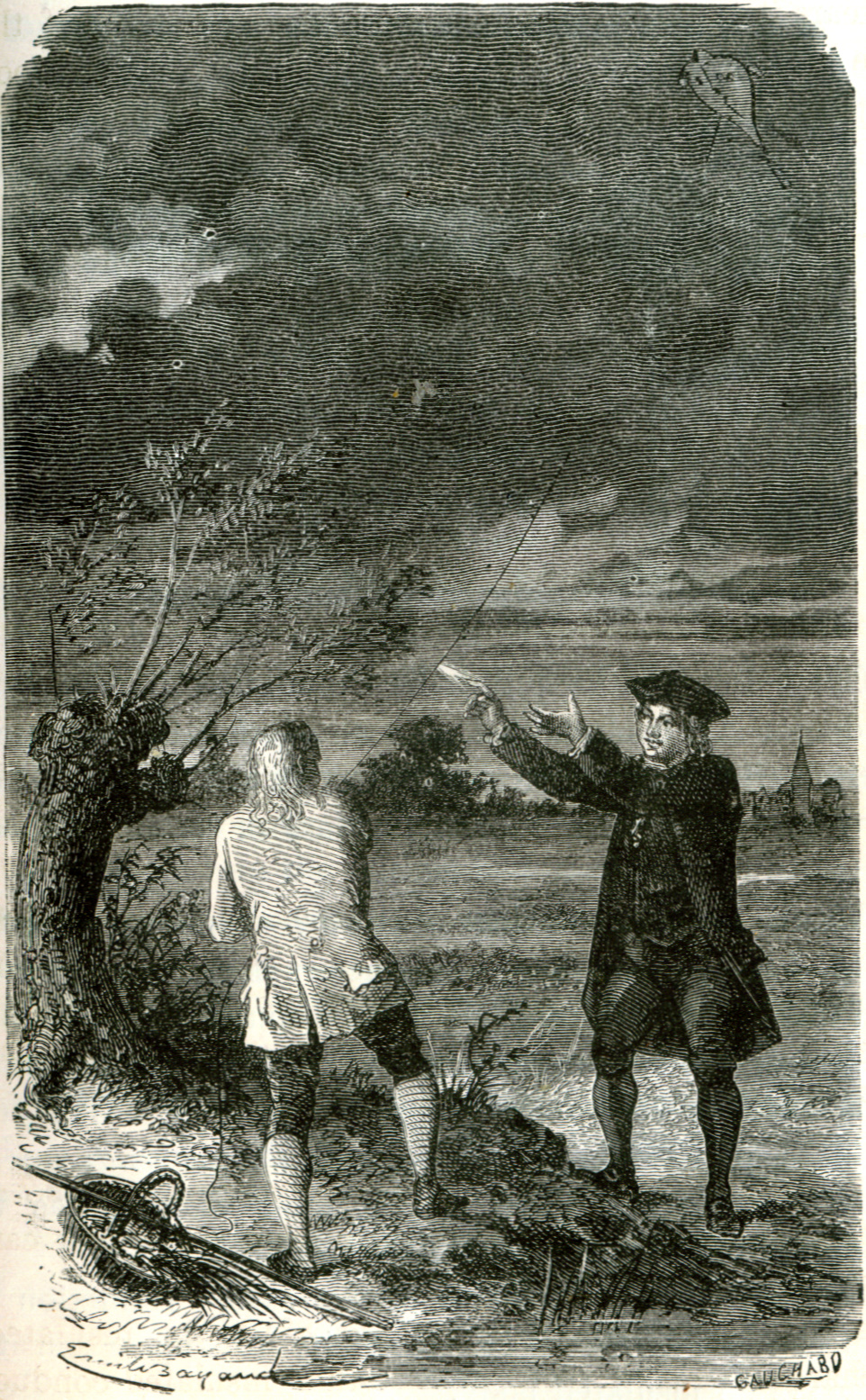
Franklins vliegerexperiment bij een onweersbui

Benjamin Franklin hield zich ook bezig met wetenschappelijke problemen en is vooral bekend vanwege zijn publicaties over elektriciteit. Hiermee verwierf hij faam en erkenning bij collega-geleerden in Amerika en Europa. Hij bewees, door zijn roemruchte vlieger-experiment tijdens een onweersbui, dat bliksem een vorm van elektriciteit is en dat er positieve en negatieve lading bestaat. Overigens is het nog altijd omstreden of Franklin dit experiment werkelijk (met de hand) heeft uitgevoerd: bij moderne reconstructies is gebleken dat hij deze gevaarlijke proef dan bijna zeker niet overleefd zou hebben. In 1752 vond hij de bliksemafleider uit. Deze was mogelijk al eerder uitgevonden, omdat de scheve toren van Nevjansk in Rusland – naar verluidt – er al 25 jaar eerder van was voorzien.
Franklin ontwikkelde een eigen theorie van elektrische lading. Dit kwam ongeveer op het volgende neer: positieve lading werd door hem opgevat als een overmaat van 'elektrische vloeistof', boven op de hoeveelheid 'elektrische vloeistof' die een lichaam van nature al bezit, terwijl negatieve lading werd opgevat als een tekort aan 'elektrische vloeistof'. Franklin beredeneerde dat als een lichaam in een proces een zekere hoeveelheid van het ene type lading krijgt, een ander lichaam een gelijke hoeveelheid van de tegenovergestelde lading moet krijgen. De nettosom van beide is altijd nul. Zijn hypothese zou de basis vormen van de wet van behoud van elektrische lading.
Nog voor Thomas Malthus hield Franklin zich bezig met het bevolkingsvraagstuk. Hij schreef verhandelingen over heksenprocessen, de moraal van het schaakspel, de oorsprong van noordoosterstormen, de nationale welvaart, een beschouwing over het volkslied, de kwestie van gedwongen emigratie van misdadigers naar de koloniën, de verkoop van 30.000 voornamelijk Hessische soldaten aan Engeland, die in 1776 in de kolonie werden ingezet, de glasharmonica en propageerde ook nog dertien deugden: matigheid, zwijgzaamheid, orde, besluitvaardigheid, soberheid, vlijt, oprechtheid, rechtvaardigheid, ingetogenheid, reinheid, evenwichtigheid, kuisheid en nederigheid.
Als man met enorme kennis, ervaring en praktisch inzicht assisteerde Franklin in 1783, toen hij in Frankrijk verbleef, de Gebroeders Montgolfier bij de ontwikkeling van de luchtballon en Jacques Charles bij de ontwikkeling van de waterstofballon. Franklin beschreef in zijn brief van 9 oktober 1784 het mogelijke gebruik van ballonnen in de Keteloorlog en opperde in zijn brief van 4 juni 1785 het idee om samen met zijn zoon in een luchtballon naar Ierland over te steken.

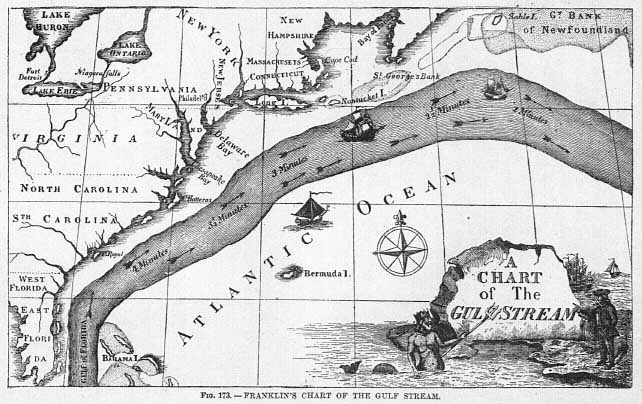
Benjamin Franklins kaart van de Golfstroom met hemzelf rechtsonderin in gesprek met Neptunus

Franklin was de eerste die het concept van de Golfstroom voorstelde om de klimaatverschillen tussen Europa en Amerika te verklaren. Hij verrijkte de meteorologie ook met het inzicht dat een cycloon of een storm zich niet noodzakelijkerwijs verplaatst in dezelfde richting als de plaatselijke windrichting, iets wat tegenwoordig, dankzij satellietfoto's en -filmpjes bij het weerbericht, een alledaagse werkelijkheid is. Tevens is Benjamin Franklin uitvinder van het Bifocaal brillenglas.
Franklin hield van wiskundige puzzels zoals magische vierkanten en ontwierp voor zijn eigen plezier verschillende varianten hiervan. Op een US Post-postzegel ter gelegenheid van Franklins 300ste geboortedag wordt een door hem gemaakt vierkant afgebeeld: het zogenaamde Magisch vierkant van Franklin.

## Diplomaat

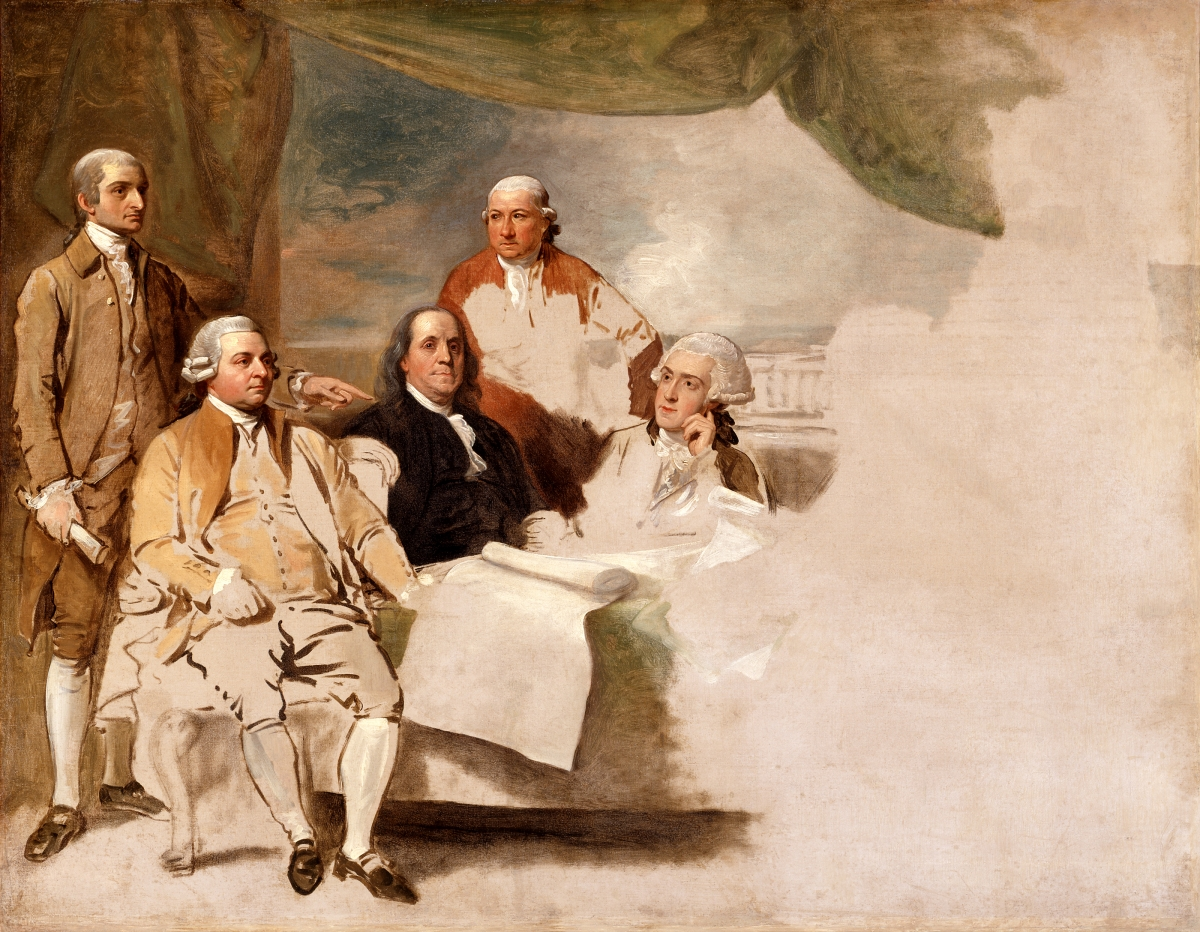
Benjamin Franklin, gezeten in het midden met donkere jas, bij de Vrede van Parijs (1783) op een door Benjamin West nooit afgemaakt schilderij

In 1750 verkocht hij zijn drukkerij en werd als afgevaardigde voor Pennsylvania actief in de politiek. In 1757 verhuisde hij naar Londen als representant van Pennsylvania. In 1762 keerde hij terug naar New-England, maar werd in 1765 met een nieuwe missie naar Londen gezonden, met als doel het bewerkstelligen van een andere belastingpolitiek en verruiming van de bestaande handelsregelingen. Bijvoorbeeld grondstoffen uit de koloniën konden alleen worden verwerkt in het moederland Engeland en thee mocht enkel worden aangevoerd met Engelse schepen. Dit leidde in 1773 tot de Boston Tea Party. Toen het duidelijk werd dat de Engelse regering de door de kolonisten als onrechtvaardige dwang ervaren regels niet wilde versoepelen, keerde Franklin in 1775 terug naar Philadelphia en schaarde hij zich vol achter het streven naar onafhankelijkheid.
Franklin is het bekendst als medeopsteller van de Amerikaanse Onafhankelijkheidsverklaring (1776) en de Amerikaanse grondwet. Hij is een van de Founding Fathers die zich in Europa opwierp als belangrijk pleitbezorger en steun voor de Verenigde Staten. In zijn latere jaren zette Franklin zich in voor de gemeenschap: hij introduceerde openbare bibliotheken, ziekenhuizen en de vrijwillige brandweer in Amerika en ijverde voor de afschaffing van de slavernij.

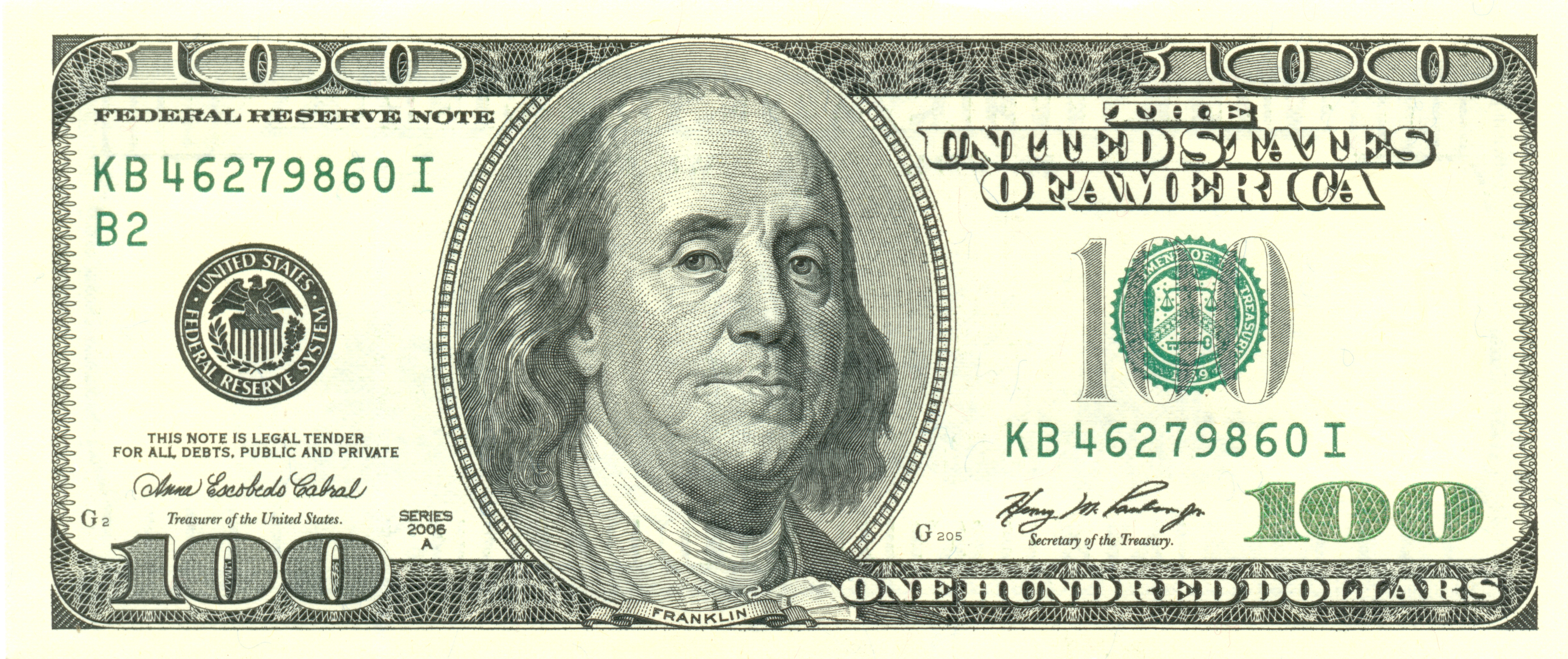
Franklin op een 100-dollarbiljet

Franklin woonde tussen 1777 en 1785 in Parijs. Hij wekte bewondering door zijn vriendelijke manieren, viel op door zijn bruine kleren en grove schoenen. Franklin reisde in 1778 naar Amsterdam om financiering en nieuwe investeringen te bewerkstelligen voor de jonge Amerikaanse staat. Hij kwam bij Henry Hope op bezoek en correspondeerde met Joan Derk van der Capellen, die de Onafhankelijkheidsverklaring in het Nederlands had vertaald.

## Overlijden en nalatenschap
Franklin overleed in 1790 op 84-jarige leeftijd en ligt begraven in Philadelphia. Tegenwoordig is hij een van de nationale iconen van Amerika, zijn portret staat op het 100-dollarbiljet en veel scholen, straten en culturele en wetenschappelijke instellingen zijn naar hem genoemd. Benjamin Franklin was dankzij zijn inzet tijdens de Amerikaanse vrijheidsoorlog een honorair lid der Cincinnati.
In Londen bevindt zich nog het enig bewaarde huis van Benjamin Franklin, thans bekend als het Benjamin Franklin House. In Philadelphia is een museum aan hem gewijd, het Franklin Court, op de plek waar zijn huis stond. Het museum bevindt zich onder de grond, op de plek waar het huis stond staat een stalen constructie in de vorm van zijn huis.
Voor zijn inzet voor de zwemwereld – Franklin vond op jonge leeftijd speciale zwemvinnen uit en was tijdens zijn verblijf in Engeland betrokken bij de zwemwereld – werd hij in 1968 als erelid opgenomen in de International Swimming Hall of Fame, overigens niet vanwege zijn zwemprestaties, maar als 'contributor'.